# کاهو

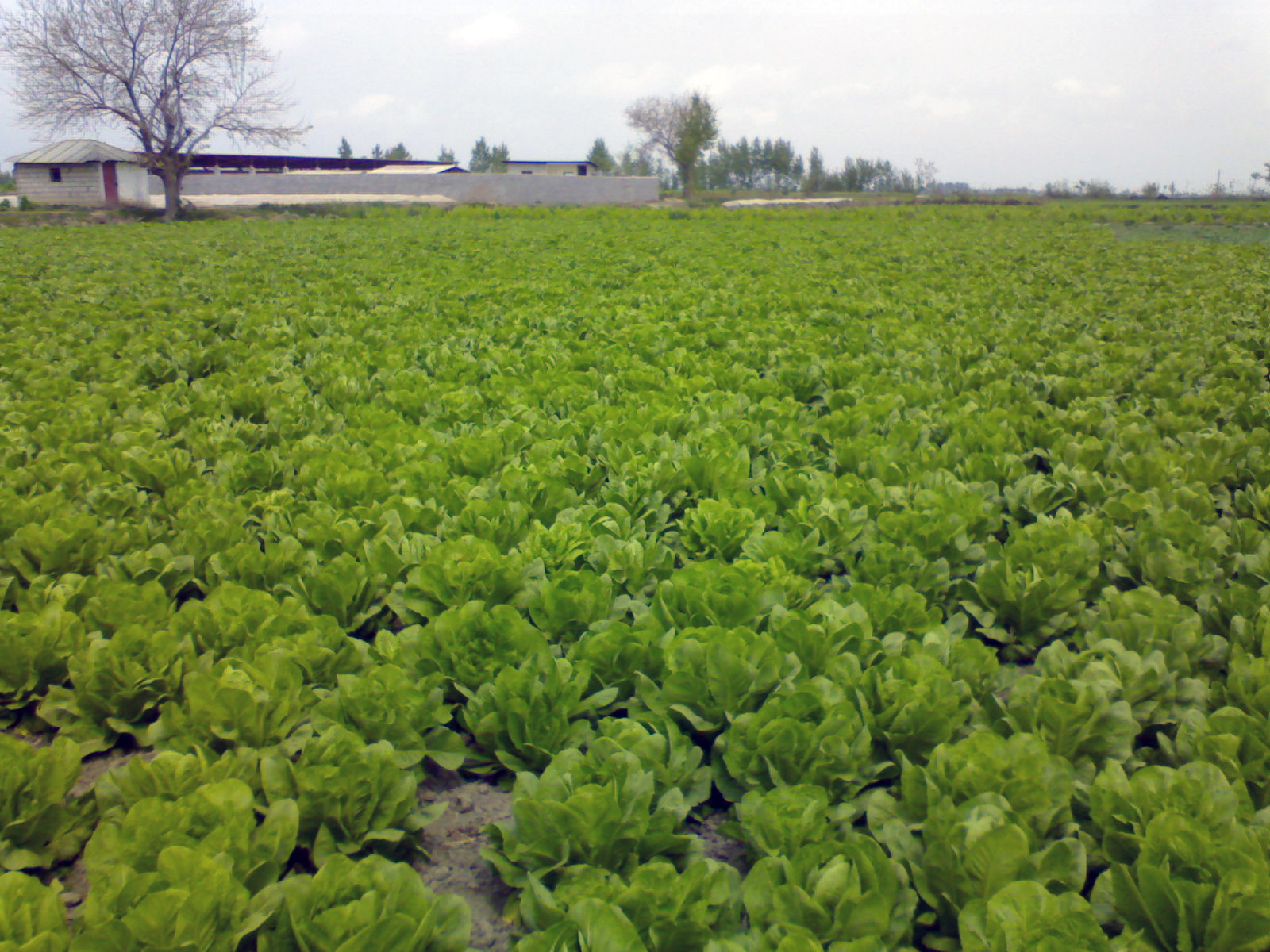
مزرعه کاهو

کاهو (نام علمی: Lactuca sativa) گیاهی یک‌ساله از خانوادهٔ کاسنیان است. کاهو بیشتر به صورت سبزی پرورش می‌یابد ولی در مواقعی به صورت ساقه یا بذر نیز یافت می‌شود. کاهو برای اولین بار توسط مصریان باستان کشت شد که آن را از یک علف هرز که دانه‌هایش برای تولید روغن استفاده می‌شد، به دست آوردند. کاهو بعدها به روم و یونان نیز گسترش یافت که آنان نام لاکتوکا به آن دادند که کلمه کاهو در انگلیسی از ریشه همین کلمه است. در سال ۵۰ قبل از میلاد، چندین گونه از آن توصیف شده بود و کاهو در نوشته‌های قرون وسطی از جملهٔ چندین گیاه‌نامه پدیدار گشته‌است. در طی قرون ۱۶ تا ۱۸ رشد چندین گونه از آن در اروپا مشاهده شده و در اواسط قرن ۱۸ میلادی به این نتیجه رسیدند که می‌توانند آن را در باغ‌ها نیز پرورش دهند. در ابتدا اروپا و آمریکای شمالی بازار فروش کاهو بودند و در اواخر دهه ۱۹۰۰ مصرف آن به صورت جهانی گسترش یافت.
در کل، اگرچه کاهوی مقاوم یک‌ساله بسیار آسان کشت می‌شود اما نیازمند دمای نسبی پایین‌تری است تا از گل دادن سریع آن جلوگیری شود. کاهو ممکن است به‌دلیل کمبود ریزمغذی و آفت‌هایی همچون حشرات یا پستانداران کوچک و نیز قارچ‌ها و باکتری‌ها دچار آسیب شود. آمیزش میان گونه‌های مختلف در سردهٔ کاهو به‌راحتی صورت می‌گیرد. اگرچه، این ویژگی می‌تواند برای باغداران خانگی در حفظ و نگهداری بذرها ایجاد مشکل نماید اما زیست‌شناسان از آن برای گسترش خزانه ژنی گونه‌های مختلف کاهو استفاده می‌کنند. در سال ۲۰۱۳ تولید جهانی کاهو و کاسنی ۲۴٫۹ میلیون تن بود که چیزی بیشتر از نصف آن در چین تولید شده بود.
کاهو بیشتر در سالاد استفاده می‌شود؛ اگرچه، می‌توان آن را در تعدادی از غذاها همچون سوپ‌ها، ساندویچ‌ها و غیره مشاهده کرد. همچنین، می‌توان آن را سرخ نمود. نوعی از آن که کاهوی مارچوبه نام دارد و به‌خاطر ساقه‌اش پرورش می‌یابد را می‌توان به صورت خام یا پخته مصرف کرد. کاهو منبع خوبی برای ویتامین آ و پتاسیم است؛ همچنان‌که منبع اصلی برای دیگر ویتامین‌ها و مواد معدنی است. برخلاف ویژگی‌های مفید و سودمند، کاهو منبع انواع باکتری، ویروس و انگل‌های قابل شیوع در بین انسان‌ها هم است. به‌علاوه، مصرف اصلی آن به عنوان گیاه سبز پربرگ، بهره‌گیری مذهبی و دارویی بسیاری را در طول قرن‌ها برای انسان‌ها فراهم کرده‌است.

## طبقه‌بندی و ریشهٔ کلمه

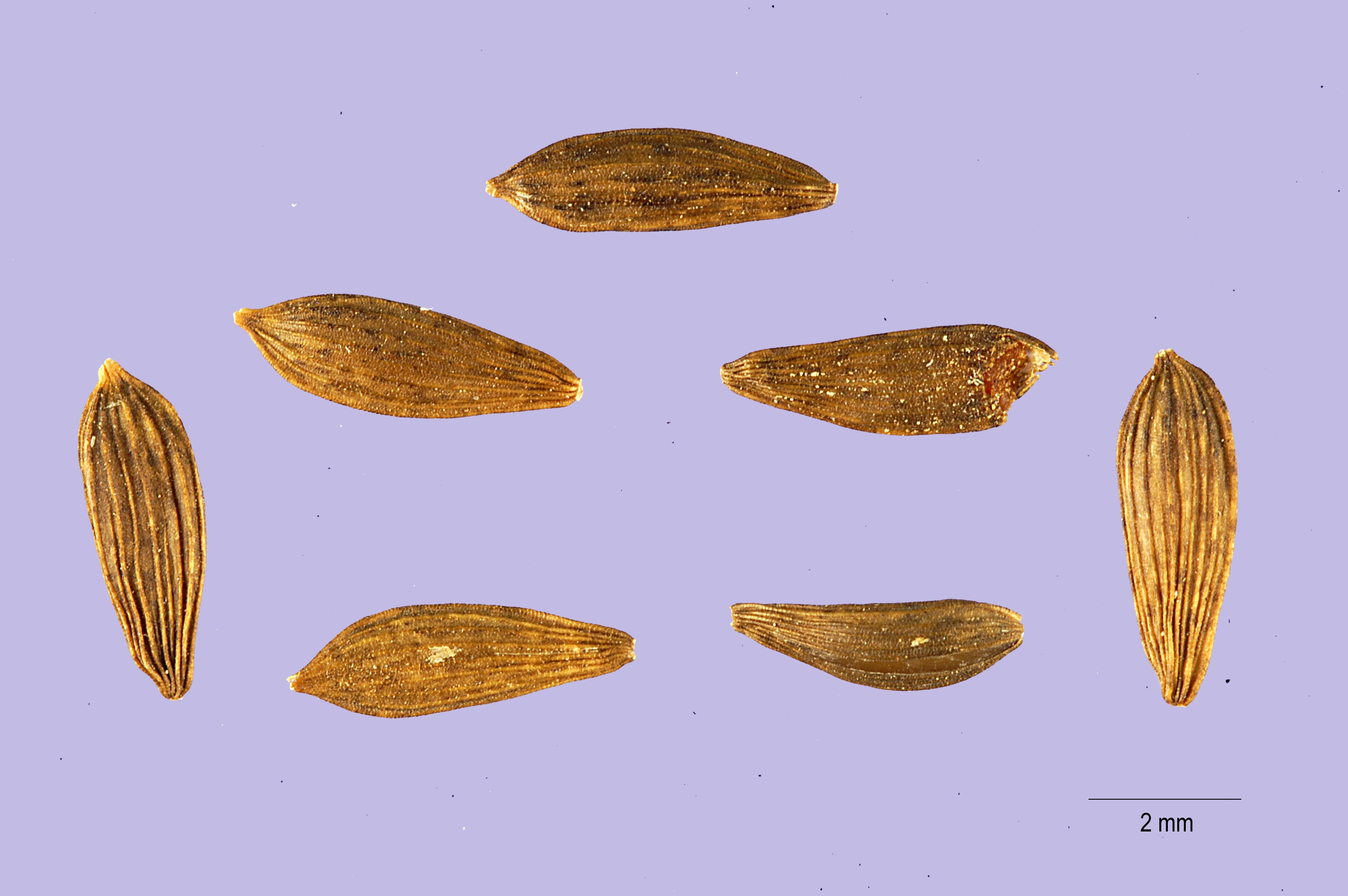
دانه‌های ساتیوا

گیاه ساتیوا از خانوادهٔ کاهو و خانوادهٔ گل آفتابگردان است. این نوع برای نخستین بار در سال ۱۷۵۳ توسط کارل لینه در نسخه دوم کتاب گونه‌های گیاهان مطرح شد.
رومیان کاهو را به لاکتوسا منسوب می‌دانند (لاک در زبان لاتین به معنای شیر است)، کنایه از مادهٔ سفیدرنگی که امروزه شیرهٔ گیاهی نامیده می‌شود و با بریدن ساقه به بیرون تراوش می‌کند.

## تشریح

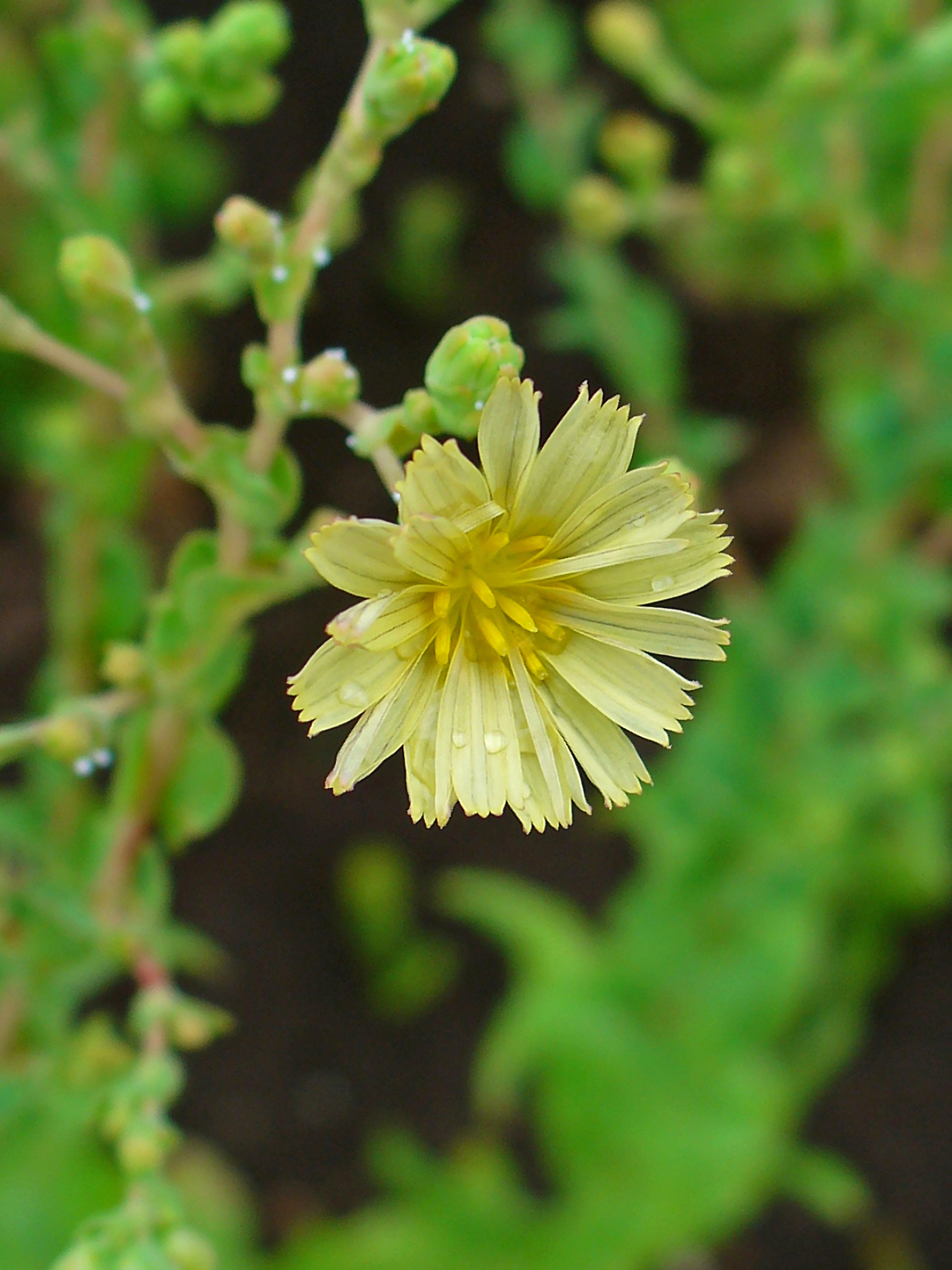
گل کاهو

کاهوی محلی گستره‌ای از مدیترانه تا سیبری را شامل می‌شود که بعدها به سرتاسر جهان انتقال یافته‌است. گیاه ارتفاع و پهنایی بین ۱۵ تا ۲۰ سانتی‌متر دارد. برگ‌ها رنگی و بیشتر رنگ‌هایی بین طیف سبز و قرمز با گونه‌های متنوع دارد. همچنین گونه‌هایی با برگ‌های زرد، طلایی و آبی مایل به خاکستری نیز وجود دارند. کاهوها طیف گسترده‌ای از اندازه‌ها و بافت‌های مختلف با شکل‌های شکاف‌دار، حلزونی، موج‌دار و تزئینی را شامل می‌شوند. گیاه کاهو سیستم ریشه‌ای دارد؛ یعنی شامل ریشهٔ عمودی اصلی و ریشه‌های کوچکتر فرعی است. برخی از گونه‌ها، مخصوصاً گونه‌های آمریکا و اروپای غربی، ریشه‌های بلند و باریک عمودی و تعداد کمی ریشه‌های فرعی دارند. ریشه‌های عمودی بلند و ریشه‌های فرعی پهناور در گونه‌های آسیایی مشاهده می‌شوند.

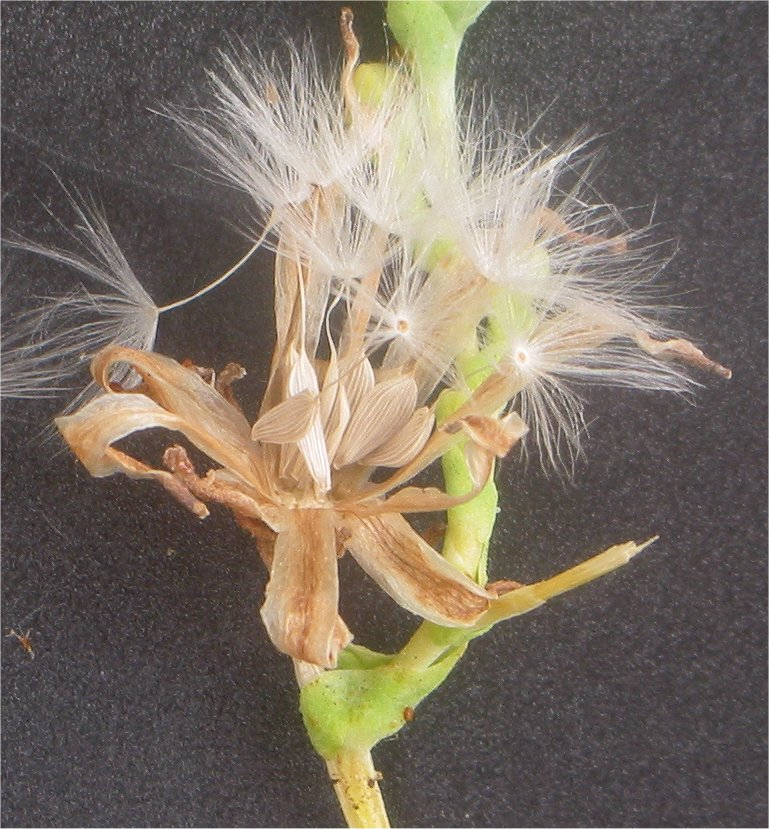
شکوفایی کاهوی بالغ در هنگام میوه

با توجه به نوع و زمان سال، کاهو مدت ۶۵ تا ۱۳۰ روز از کاشت تا برداشت عمر می‌کند. به دلیل تلخ و غیرقابل فروش بودن گل‌های کاهو، کشاورزان اجازه رشد کامل به آن را نمی‌دهند. کاهو در دمای بالا بسیار سریع گل می‌دهد؛ در حالی که دمای انجماد سبب کاهش سرعت رشد و در بعضی از مواقع سبب آسیب به برگ‌های بیرونی می‌شود. گیاه هنگامی که از مرحلهٔ قابل خوردن عبور کرد، گل‌هایی به ارتفاع ۹۰ سانتی‌متر و شکوفه‌های زردرنگ می‌دهد. پرورش خانگی کاهو در طول قرن‌ها سبب چندین تغییر در زادگیری گزینشی آن شده‌است: تأخیر ناگهانی، دانه‌های بزرگ‌تر، برگ‌ها و هسته بزرگ‌تر و مزه و بافت بهتر، حجم لاتکس کمتر و اندازه و رنگ برگ‌ها. کار در این حوزه‌ها تا به امروز ادامه دارد. تحقیقات علمی در زمینه اصلاح ژنتیک کاهو همچنان ادامه دارد. بیش از ۸۵ آزمایش در زمینه‌های مختلف بین سال‌های ۱۹۹۲ و ۲۰۰۵ در اتحادیه اروپا و ایالات متحده آمریکا انجام گرفت تا قدرت مقاومت در برابر داروهای شیمیایی افزایش یافته و مقاومت بیشتری در برابر حشرات نشان داده و الگوهای تغییر ناگهانی را کاهش دهند. این در حالی است که کاهوی اصلاح نژادی در کشاورزی تجاری کاربردی ندارد.

## تاریخچه

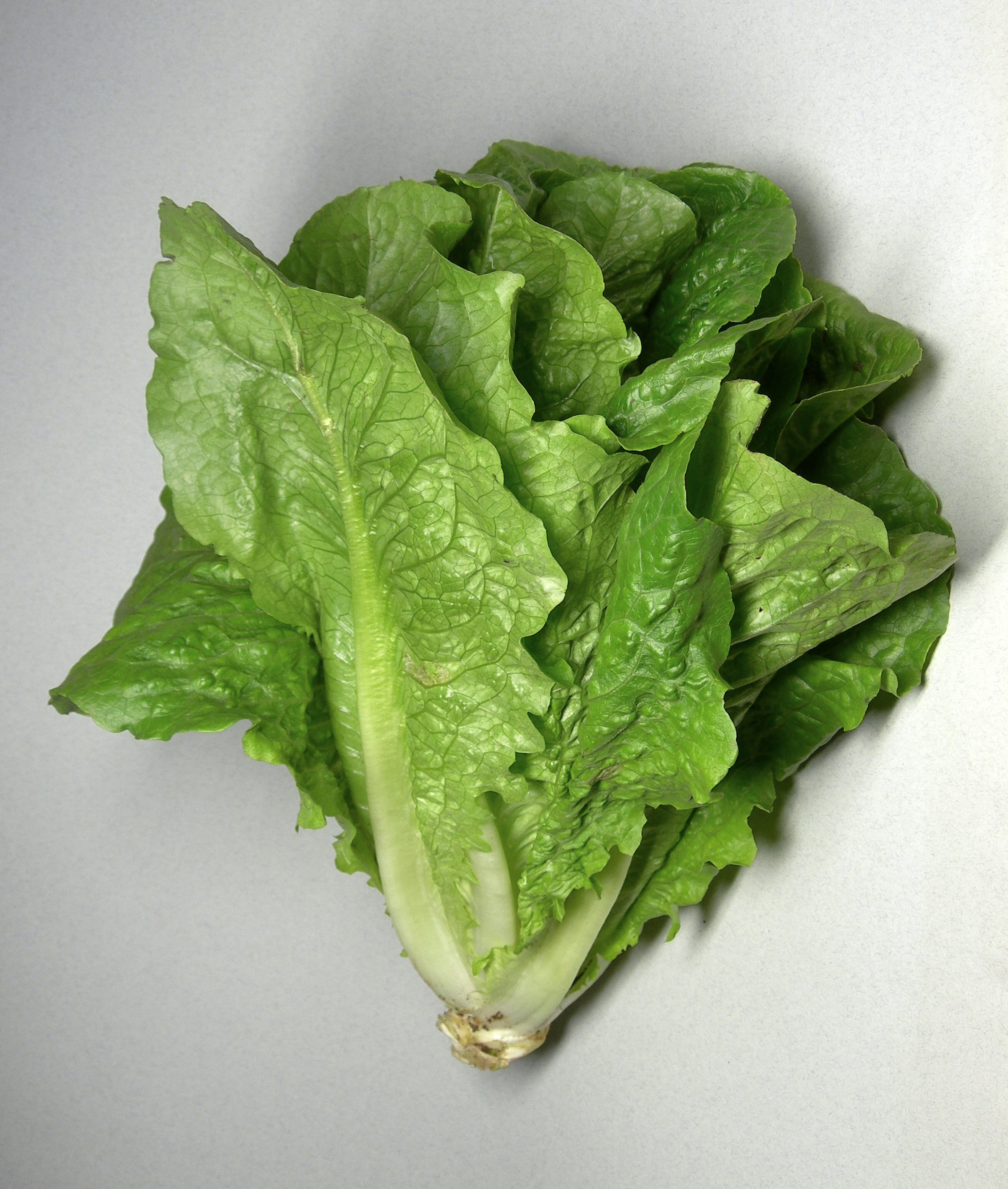
کاهوی‌رومی، یکی از نسل‌های اولیه کاهوی زراعت شده

کاهو برای نخستین بار در مصر باستان برای تولید روغن از دانه‌های آن کشت می‌شد. با استناد به شواهد موجود مربوط به ۲۶۸۰ سال قبل از میلاد مسیح، این گیاه همچنین برای استفاده از برگ‌های خوردنی آن نیز توسط مصریان کشت می‌شد. کاهو همچنین به عنوان نماد تولید مثل مین، در جشن‌های سالیانه حمل و در کنار تصاویر او قرار داده می‌شد. استفاده از آن در مراسم‌های مذهبی سبب شد تا تصاویر مین در غارها و نگاره‌های دیواری شکل گیرد. تنوع کاشت می‌تواند تا ۷۶ سانتی‌متر در ارتفاع را موجب شده و مدل‌های متنوع و مدرن کاهوی رومی را شبیه‌سازی کند. حدود سال ۵۰ میلادی، کشاورز رومی، کالیه مله، چندین نوع از گونه‌های کاهو را تشریح کرده‌است که بعضی از آنان اجداد کاهوهای امروزی به حساب می‌آیند.
کاهو در بسیاری از نوشته‌های قرون وسطی، به عنوان یک گیاه دارویی دیده می‌شود. هیلدگارد بینگنی از آن در نوشته‌های خود در سال‌های ۱۰۹۸ تا ۱۱۷۹ به عنوان یک گیاه دارویی یاد کرده‌است. در سال ۱۵۸۶، یوآخیم کامراریوس توضیحاتی در مورد ۳ گونه از کاهوهای مدرن — کاهوی گرد، کاهوی برگ آزاد و کاهوی رومی — ارائه داد. کاهو برای نخستین بار توسط کریستف کلمب در قرن ۱۵ از اروپا به آمریکا آورده شد. بین سال‌های آخر قرن ۱۶ تا اوایل قرن ۱۸ انواع مختلفی از کاهو در اروپا و مخصوصاً در هلند پرورش داده شدند. کتاب‌های منتشرشده در اواسط قرن ۱۸ تا اوایل قرن ۱۹ از گونه‌های مختلفی که هم‌اکنون در باغ‌ها و باغچه‌ها وجود دارند، مطالبی نوشته‌اند.
به دلیل اینکه کاهو پس از درو و برداشت عمر بسیار کوتاهی دارد، در مناطق نزدیک به محل کاشت به فروش می‌رسد. در اوایل قرن ۱۹ پیشرفت چشمگیری در زمینه بسته‌بندی، انبار و تکنولوژی حمل و نقل صورت گرفت که عمر مفید و قابلیت حمل کاهو را افزایش داد و در نتیجه رشد قابل توجهی در زمینه در دسترس بودن صورت گرفت. در طول دهه ۱۹۵۰، با پیشرفت سیستم خنک‌سازی که امکان خنک‌سازی زمین و بسته‌بندی نوین که قبلاً به صورت منجمد کردن بسته‌ها در سردخانه‌ها انجام می‌گرفت را فراهم می‌ساخت، تحولی عظیم در تولید کاهو صورت گرفت.
به‌دلیل اینکه رشد و پرورش کاهو آسان است، برای بسیاری از شرکت‌ها به عنوان منبع درآمد محسوب می‌شود. با دنباله‌روی از تاریخچهٔ گونه‌های مختلف که توسط شرکت‌های مختلف، علی‌الخصوص در آمریکا، تکمیل یافته‌اند، هر ساله شاهد تغییر نام گونه‌های مختلف هستیم. این کار به‌دلایل مختلفی صورت می‌گیرد که بیشتر به‌دلیل بالا بردن قیمت‌ها با استفاده از کلمه گونهٔ «جدید» یا جلوگیری از آگاهی مشتریان از اینکه پیشرفت به دلیل رقابت شرکت‌های بذر و دانه است. با استناد با مدارک و شواهد از اواخر قرن ۱۹، کاهوها بین ۶۵ تا ۱۴۰ نوع مختلف دسته‌بندی می‌شدند و تاکنون بیش از ۱۱۰۰ نام مختلف به خود گرفته‌اند. این اسامی حتی در بین کشورها نیز دچار تغییر می‌شوند. اگرچه، کاهو امروزه بیشتر به عنوان گیاه خوراکی مصرف می‌شود، بیشترین سهم را در تولید سیگار گیاهی به خود اختصاص داده‌است؛ در حالی که نمونه‌های وحشی این گیاه، برگ‌هایی دارد که از لحاظ ظاهری بسیار شبیه توتون است.

## کشت

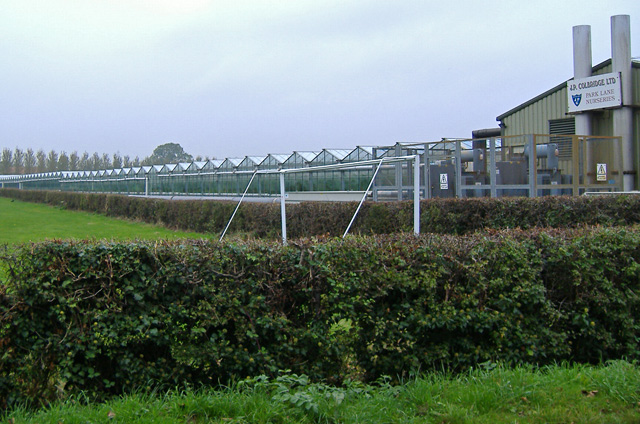
تأسیسات پرورش کاهو در انگلستان

به عنوان یک گیاه مقاوم یک‌ساله، بعضی از گونه‌های کاهو می‌توانند حتی در شرایط سخت آب‌وهوایی در زمستان‌گذرانی و در زیر پوششی از کاه دوام بیاورند و نسل‌های قدیمی‌تر، از نوع تره‌بار در قاب سرد نیز رشد می‌کنند. کاهوهایی که به منظور مصرف شخصی در باغچه‌های خانه‌ها کاشت می‌شوند، در ردیف‌های پرپشت کنار هم قرار می‌گیرند. کاهو باید به صورت جدا کاشته شود تا به اندازهٔ کافی در معرض نور خورشید قرار گیرد که این موضوع سبب افزایش مواد معدنی در برگ‌ها شده و رنگ برگ‌ها را بهتر می‌کند. کاهوهای کمرنگ و مایل به رنگ سفید که در مناطق سردسیر می‌رویند، مواد معدنی کمتری دارند.

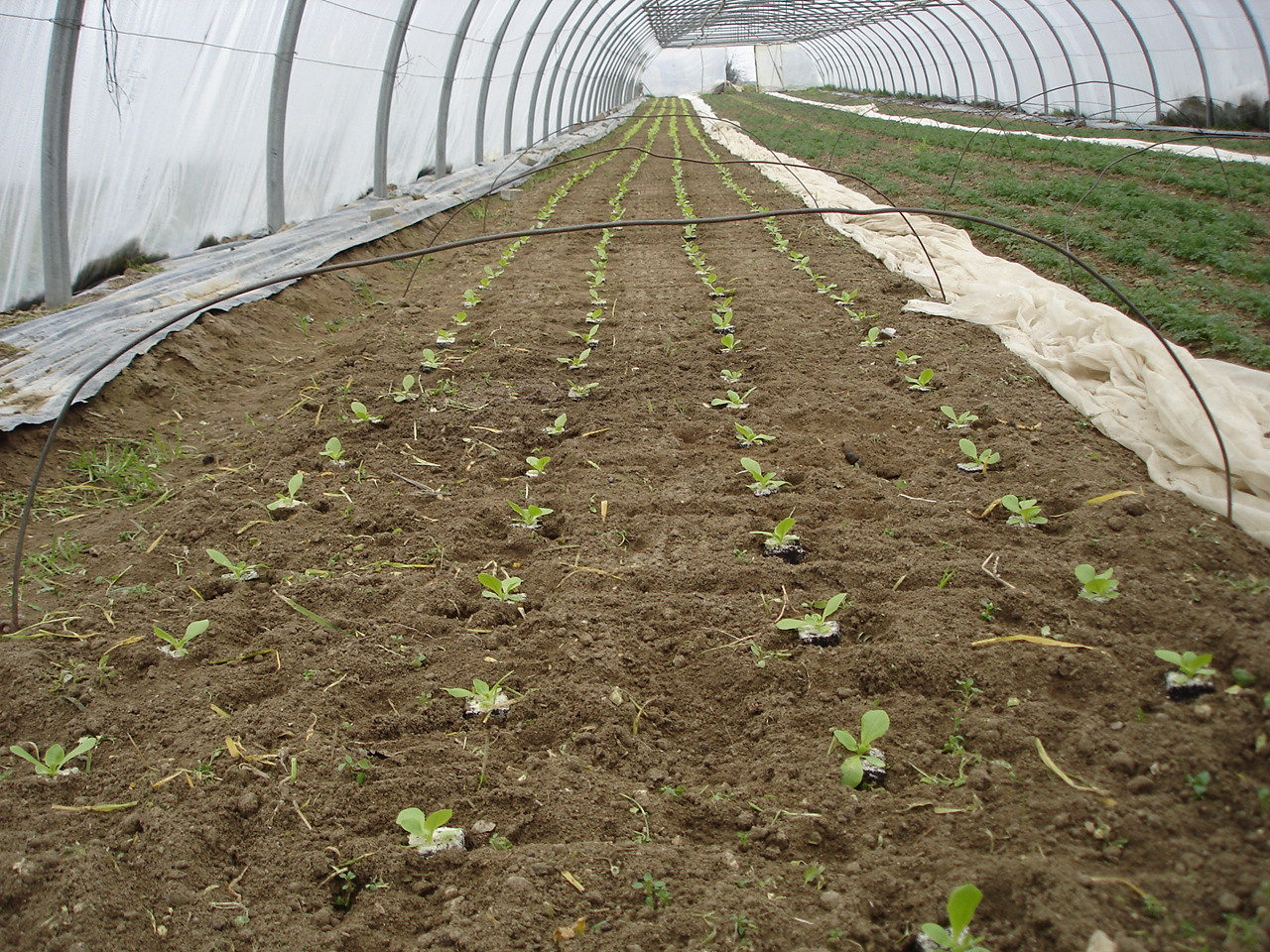
محل کاشت کاهو در یک گلخانه

کاهو در مکان‌هایی که در معرض کامل نور خورشید قرار دارند و خاک غنی از نیتروژن و پی اچ ۶ تا ۶٫۸ است، بهترین رشد را خواهد داشت. گرما به سرعت سبب فساد کاهو می‌شود؛ به‌طوری‌که بیشتر گونه‌ها در دمای بالای ۲۴ درجه سانتی‌گراد رشد ضعیف‌تری دارند. دمای پایین‌تر سبب تسریع در رشد کاهو می‌شود؛ یعنی دمای بین ۱۶ تا ۱۸ درجه سانتی‌گراد بیشتر توصیه شده و در دمای کمتر از ۷ درجه سانتی‌گراد به سختی طاقت می‌آورد. گیاهان مناطق گرمسیر که در طول روز و اوقات گرم‌تر آن در زیر سایه جزئی قرار می‌گیرند، به آهستگی دچار فساد می‌شوند. دمای ۲۷ درجه سانتی‌گراد سبب کاهش یا عدم جوانه‌زنی دانه‌های کاهو می‌شود. بعد از برداشت، کاهو در صفر درجه سانتی‌گراد و رطوبت ۹۶ درصد بیشترین مدت زمان ماندگاری را خواهد داشت. کاهو هنگام قرار گرفتن در کنار میوه‌هایی مانند سیب، گلابی، و موز به سرعت فاسد می‌شود؛ زیرا این میوه‌ها گاز اتیلن از خود منتشر می‌کنند. به دلیل اینکه بیشتر حجم کاهو را آب تشکیل داده‌است (۹۴٫۹ درصد)، مشکلاتی در خصوص نگاهداری این گیاه پدیدمی‌آورد که از جمله می‌توان به عدم انجماد موفق، کنسرو کردن و خشک کردن اشاره کرد و باید به صورت تازه مصرف شود.
انواع مختلف کاهوها با یکدیگر پیوند می‌شوند ولی فضایی به اندازهٔ ۱٫۵ تا ۶ متر لازم است تا از آلودگی دانه‌ها جلوگیری شود. کاهو همچنین با کاهوی سریولا (کاهوی وحشی) نیز پیوند می‌شود و در نتیجه دانه‌هایی به وجود می‌آیند که گیاهی با برگ‌های ضخیم و مزهٔ تلخ به‌وجود می‌آورند. کاهوی مارچوبه — نوعی از کاهو که در آسیا به خاطر ساقه‌اش پرورش می‌یابد — به آسانی با کاهوهای برگی پیوند می‌شود. این تمایل برای پیوند سبب ایجاد برنامه برای پرورش گونه‌های مختلف همچون کاهوی سالینا و لاکتوکا ویرسا شده‌است تا خزانهٔ ژنی غنی‌تری به دست آید. در دهه ۱۹۹۰ برنامه‌هایی آغاز شد تا گونه‌های غیر نزدیک به هم همچون کاهوی تاتاریسا نیز شامل شوند. دانه‌ها تا زمانی که در شرایط خنک قرار داشته باشند، بهترین ماندگاری را خواهند داشت و هنگامی که در شرایط برودتی باشند، می‌توانند در دمای ۲۰ درجه سانتی‌گراد بیشترین مدت زمان ماندگاری را داشته باشند و در انبار کمترین ماندگاری را دارند. هنگامی که دانه‌ها به صورت تازه بعد از درو منجمد شوند، تا نیمه‌عمر ۵۰۰ ساله هیدروژن بخار شده و ۳۴۰۰ ساله نیتروژن مایع ماندگاری خواهند داشت. این مزیت زمانی از بین می‌رود که دانه‌ها بلافاصله بعد از برداشت منجمد نشوند.

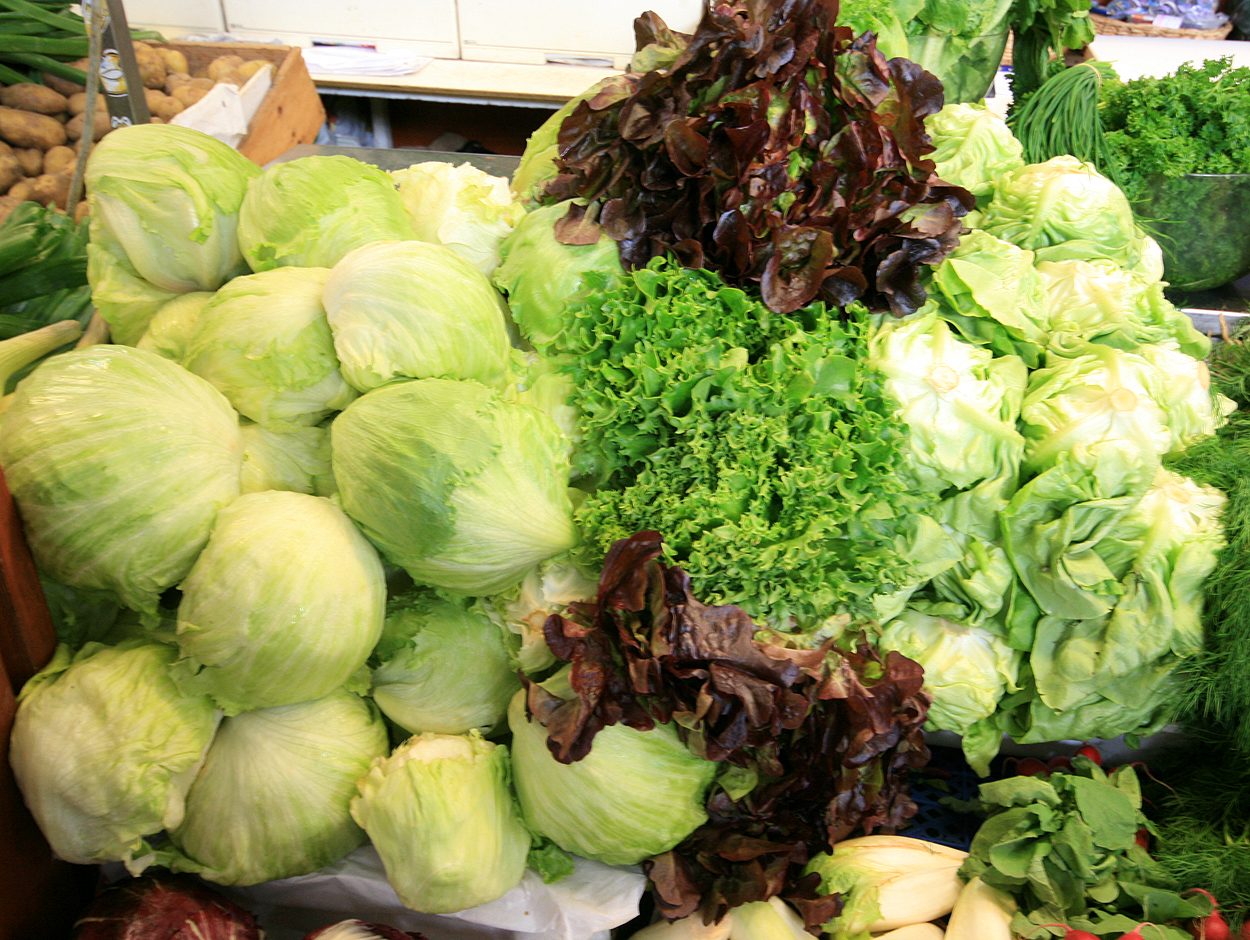
چندنمونه از کاهوها

### انواع
چندین نوع از انواع مختلف کاهو وجود دارد ولی ۳ نوع (برگی، گرد و رومی) بیشتر متداول هستند. در کل ۷ گروه از کاهوها وجود دارند که هر کدام شامل چندین نوع است:

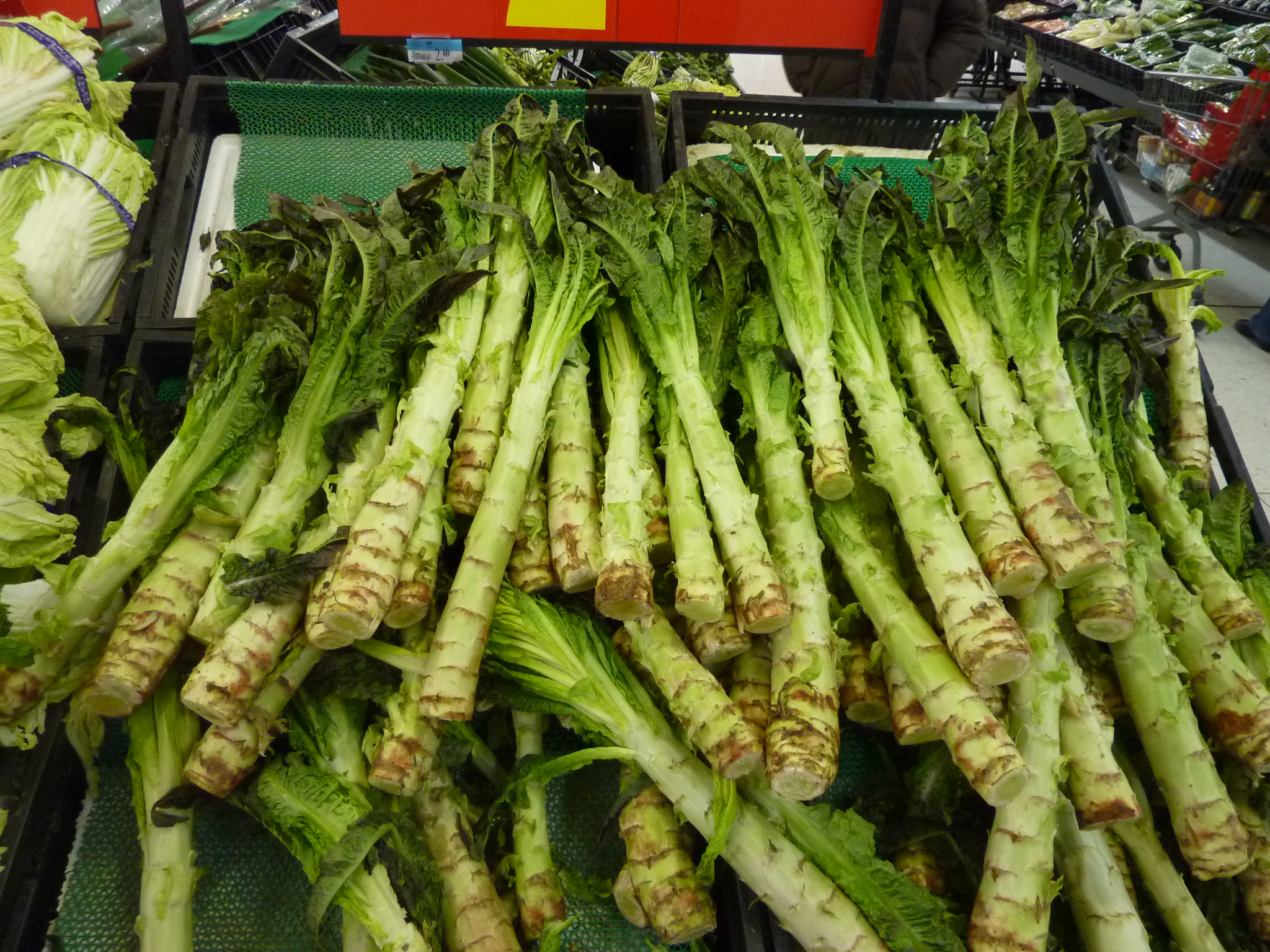
کاهوی ساقه‌ای نوعی از کاهو که به خاطر ساقه‌اش پرورش یافته در غذاهای چینی استفاده می‌شود، در فروشگاه یانگژو به فروش می‌رسد.

- برگی- یا برگ آزاد، کاهوی بریده و خوشه‌شده؛ این نوع برگ‌های بریده بریده‌ای دارد، متداول‌ترین نوع کاهوست و بیشتر در سالاد کاربرد دارد.[۲۳]
- رومی بیشتر برای سالادها و ساندویچ‌ها از آن استفاده می‌شود، این نوع کله‌های بلند و گرد داشته و بیشتر در سالاد سزار کاربرد دارند.[۲۴]
- موج‌دار- بیشتر با نام کاهوی «سردسیری» شناخته شده، بیشترین طرفدار را در آمریکا به خود اختصاص داده‌است، این نوع حساس به گرما است و در اصل برای رشد در آمریکای شمالی سازگار است. این گونه به آسانی قابل حمل است ولی مزه و مواد معدنی چندانی ندارد و بیشتر از دیگر کاهوها از آب تشکیل شده‌است.
- کله‌روغنی- با نام‌های کاهوی بوستون و سرکج شناخته شده، این نوع کاهو برگ‌هایی آزاد دارد و به دلیل مزه شیرین و بافت نازک و حساسش معروف است.
- موج‌دار ییلاقی- که باتاویان یا موج دار فرانسوی نیز نام دارد، چیزی بین کاهوی موج دار و برگی است. این نوع از کاهوها بزرگ‌تر، مقاوم‌تر و خوشمزه‌تر هستند.[۲۵]
- ساقه‌ای- این نوع بیشتر به خاطر ساقه‌اش پرورش می‌یابد و نه به خاطر برگ‌هایش و در غذاهای آسیایی از جمله چینی، در تاس‌کباب‌ها و غذاهای خامه‌ای کاربرد دارد.
- دانه‌روغنی- این نوع بیشتر به خاطر دانه‌هایش پرورش یافته و با فشردن روغنی از دانه‌هایش به دست می‌آید که در پختن غذاها استفاده می‌شود. این نوع برگ‌های کمی دارد، به سرعت فاسد می‌شود و دانه‌هایش به مراتب ۵۰ برابر بزرگتر از دیگر کاهوهاست.[۲۶]

کاهوی کله‌روغنی و موج‌دار به عنوان «کلم» کاهویی نیز شناخته می‌شوند، به دلیل اینکه سر کوچک‌تر، صاف‌تر و بیشتر کلم‌مانند دارند.

### مشکلات کاشت

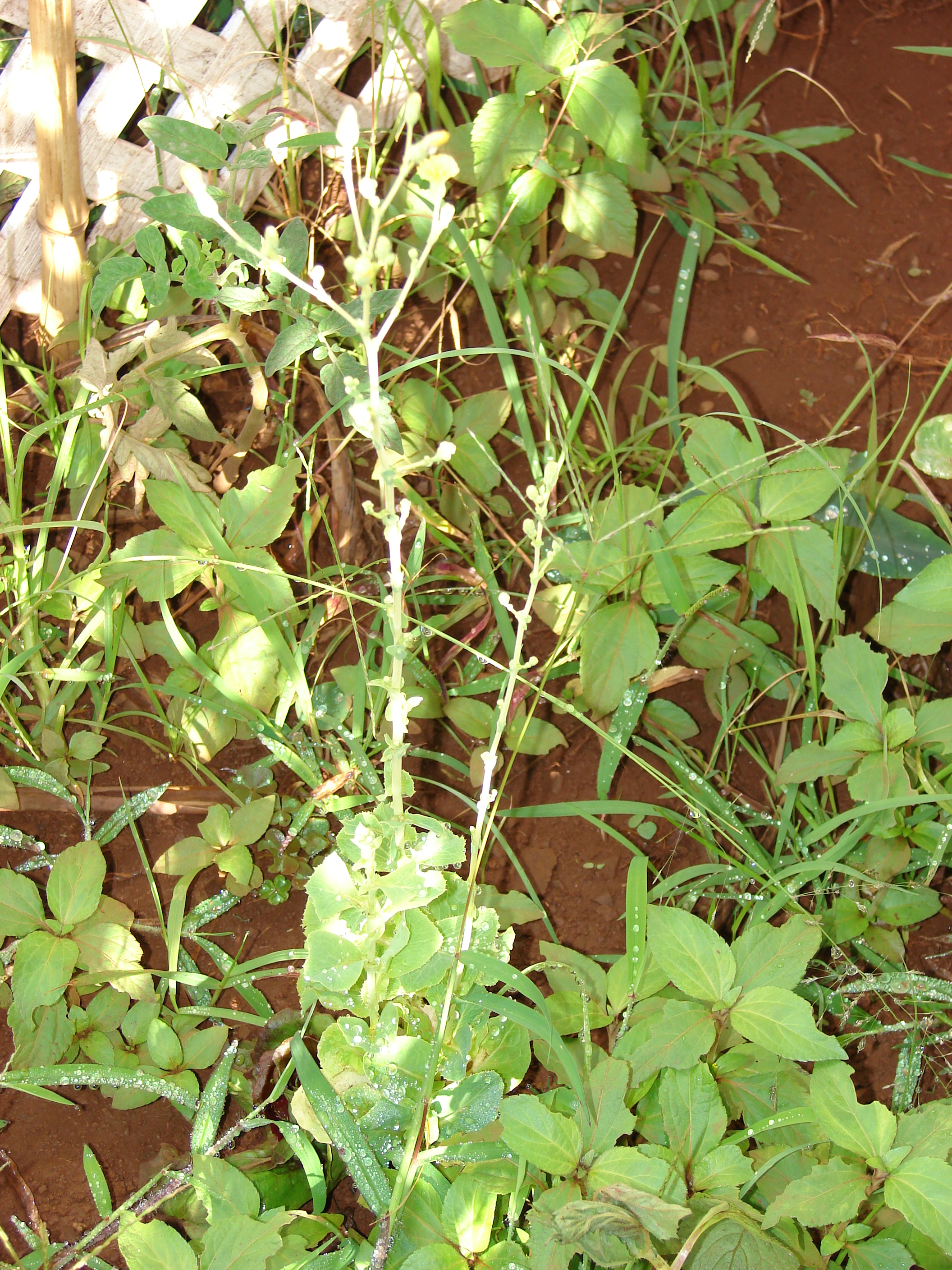
کاهویی که توسط علف‌های هرز احاطه شده، که با اجتماعشان سبب فساد می‌شوند.

کمبود مواد معدنی می‌تواند سبب شکل‌گیری ناهنجاری‌هایی در شکل ظاهری یا عدم رشد سر کاهو شود. بسیاری از حشرات علاقه زیادی به کاهو دارند که از جمله می‌توان به کرم‌های برنده که ارتباط جوانه‌ها را با خاک قطع می‌کنند، کرم‌های سیمی و کرم لوله‌ای اشاره کرد که سبب می‌شوند برگ‌ها زرد و کج شوند. جیرجیرک‌ها سبب کمرنگی برگ‌ها و جلوگیری از رشد می‌شوند. ریشک‌بالان موجب می‌شوند برگ‌ها به رنگ سبز-خاکستری یا نقره‌ای درآیند. کرم‌های برگ سبب ایجاد سوراخ‌های تونل مانند بر روی برگ‌ها می‌شوند. سوسک سوراخ‌هایی بر روی برگ ایجاد می‌کند و کرم پیله‌ساز و لیسه حلزون سوراخ‌های بزرگی روی برگ ایجاد می‌کنند. پستاندارانی همچون خرگوش و موش خرما نیز این گیاه را می‌خورند. کاهو چندین ترکیب دفاعی نیز دارد که شامل چندین مواد شیمیایی ازجمله سزکویی‌ترپن لاکتون و فلونیک‌های طبیعی دیگری مثل فلاونول و گلیکوز است که در دفع جانوران بسیار مفید است. این مواد در انواع خاصی از کاهو بیشتر از بقیه است و بسیاری از تحقیقات علمی و ژنتیکی بر روی این موضوع تمرکز کرده‌اند تا از خاصیت دفع حشرات آن، استفاده تجاری نمایند.
کاهو همچنین به چندین بیماری ویروسی ممکن است مبتلا شود؛ از جمله: ویروس سیاه که سبب زردی و کج شدن برگ‌ها می‌شود و ویروس موزائیک که توسط شته‌ها پخش شده و سبب توقف رشد و کج و معوج کردن گیاه می‌شود. مینای زرد بیماری‌ای که سبب پخش باکتری توسط جیرجیرک‌ها و کج و معوج شدن گیاه می‌شود. بیماری‌های قارچی از جمله: سفیدک پودری و سفیدک دروغین که سبب فساد گیاه می‌شوند و پوسیدن پی، کپک خاکستری که سبب فساد و خرابی کل گیاه می‌شود. فراوانی کاهو در یک جا سبب جذب آفت‌ها و بیماری‌ها می‌شود. علف‌های هرز نیز می‌توانند به نوبه خود مسئله‌ساز شوند؛ چراکه کاهوی کاشته‌شده به ویژه هنگام تخم‌ریزی در زمین نمی‌تواند وارد یک رقابت با علف‌های هرز شود. کاهوی پیوندی (که کشتش ابتدا در زمین‌های صاف شروع شده و بعدها به مکان رشد انتقال می‌یابد) نیز در ابتدا در یک رقابت شدید قرار می‌گیرد ولی بعدها می‌تواند به جاهای شلوغ منتقل شود و جای کمتری را بگیرد. علف‌های هرز همچنین می‌توانند به مکانی مناسب برای حشرات و آفت‌ها تبدیل شوند و عمل برداشت را کند نمایند. در تولید تجاری این محصول سم‌های علف‌کش می‌توانند این علف‌های هرز را از بین ببرند. اما این عمل سبب پیشرفت بعضی از علف‌های هرز مقاوم در برابر سموم شده و نگرانی‌هایی در خصوص محیط زیست و سلامت ایجاد کنند.

## تولید
| چین                                 | ۱۴٫۶ |
| ایالات متحده آمریکا                 | ۳٫۸  |
| هند                                 | ۱٫۱  |
| اسپانیا                             | ۰٫۹  |
| ایتالیا                             | ۰٫۶  |
| جهان                                | ۲۶٫۱ |
| منبع: سازمان غذا و کشاورزی ملل متحد |      |

در سال ۲۰۱۵ تولید جهانی کاهو (گزارش مربوط به کاهو و کاسنی است) ۲۶٫۱ میلیون تن بود که چین به تنهایی ۱۴٫۶ میلیون تن یا ۵۶٪ از کاهوی جهان را تولید کرده بود. (جدول را ببینید).
کاهو تنها عضو خانواده لاکتوسا است که به صورت تجاری پرورش می‌یابد. اگرچه، چین بزرگترین تولیدکننده کاهو است، بیشترین قسمت از این محصول صرف مصرف خانگی می‌شود. اسپانیا بزرگترین صادرکننده این محصول بوده و ایالات متحده در جایگاه دوم قرار دارد.
کشورهای اروپای غربی و آمریکای شمالی بزرگترین بازار مصرف این محصول هستند. در اواخر دهه ۱۹۰۰ آسیا، آمریکای جنوبی، استرالیا و آفریقا مهم‌ترین بازار این محصول را در اختیار داشتند. تنوع موقعیت‌ها سبب تنوع در نوع کاهو می‌شد. کاهوی کله‌روغنی در اروپای شمالی و بریتانیای کبیر، کاهوی رومی در نواحی مدیترانه‌ای و کاهوی ساقه‌ای در چین و مصر رواج داشت. در اواخر قرن بیستم ذائقه مردم نسبت به انواع کاهو شروع به تغییر کرد؛ کاهوی موج‌دار، به ویژه کاهوی سردسیری نوع غالب در اروپای شمالی و بریتانیای کبیر و مشهورترین کاهو در اروپای غربی بود. در ایالات متحده تا اوایل قرن بیستم هیچ نوع کاهویی غالب نبود تا زمانی که کاهوهای موج‌دار معروف شدند. بعد از دهه ۱۹۴۰، با گسترش کاهوی سردسیری، ۹۵ درصد کاهوی پرورش یافته و مصرف‌شده در ایالات متحده مربوط به کاهوی موج‌دار بود. در پایان قرن انواع دیگر کاهو دوباره محبوب شده و سرانجام بیش از ۳۰ درصد تولید به آن‌ها اختصاص یافت. کاهوی ساقه‌ای اولین بار در چین پرورش داده شد و هنوز هم به‌طور عمده کشت می‌شود.
در اوایل قرن بیست و یکم سالادهای بسته‌بندی‌شده بیشترین حجم بازار تجارت کاهو را به ویژه در ایالات متحده به خود اختصاص دادند؛ در آنجا روش‌های نوآورانه بسته‌بندی و حمل و نقل به مدت طولانی باطراوت ماند.

## مصرف خوراکی
آنطور که در حدود سال ۵۰ میلادی توصیف شده، کاهو معمولاً به‌صورت پخته و با روغن و سرکه توسط رومیان مصرف می‌شد؛ در حالی که برگ‌های کوچکتر اکثر اوقات به صورت خام خورده می‌شد. در سال‌های ۸۱ تا ۹۶ میلادی در حکومت دومیتیان سنت سروکردن سالاد کاهو قبل از غذا آغاز شد. پس از آن، رومی‌های اروپایی سنت آبپز کردن کاهو را بیشتر با کاهوی رومی آغاز نمودند؛ همچون روشی که در آن مخلوط روغن سرکه را به برگ‌ها اضافه می‌کردند. امروزه قسمت اعظم تولید کاهو به سبب برگ‌هایش است؛ اگرچه، تولید گونه‌هایی هم به‌خاطر ساقه‌ها است و گونه‌هایی نیز به خاطر دانه‌هایش که از آن روغن می‌گیرند. کاهو بیشتر در سالاد، چه به صورت تنها یا همراه با دیگر سبزیجات، پنیرها یا گوشت مصرف می‌شود. کاهوی رومی اغلب اوقات در سالاد سزار با پوششی از موتوماهیان و تخم‌مرغ استفاده می‌شد. کاهوی رومی همچنین در سوپ‌ها و ساندویچ‌ها استفاده می‌شد؛ در حالی که ساقه‌ها هم به صورت خام و هم پخته مصرف می‌شوند. مصرف کاهو در چین با توجه به خطر سلامتی و تفاوت فرهنگی که کاهو را خام می‌خوردند، با کشورهای غربی تفاوت ایجاد کرد. در این کشور سالادها از سبزیجات پخته تهیه شده و به صورت داغ یا سرد مصرف می‌شدند. همچنین ظرف غذاها با کشورهای غربی تفاوت داشت؛ زیرا ظرف غذا در این کشور توفو و گوشت، سوپ و گوشت سرخ شده و سایر سبزیجات را شامل می‌شد. کاهو همچنین به عنوان یک ماده اولیه در آماده‌سازی سوپ کاهو به‌شمار می‌رود.

## ارزش غذایی
با توجه به نوع، کاهو منبع خوبی از ویتامین آ، ویتامین کا و پتاسیم است که ویتامین آ موجود در برگ‌های سبز تیره بیشترین بخش را به خود اختصاص داده‌است. همچنین دارای مقادیر زیادی فیبر غذایی، کربوهیدرات، پروتئین و مقدار کمی چربی است. به غیر از نوع سردسیری، کاهو حاوی مقادیر فراوانی ویتامین سی، کلسیم، آهن و مس و دیگر مواد معدنی و ویتامین‌هاست که بیشتر در برگ‌ها متمرکز شده‌اند. کاهو به صورت طبیعی حاوی مقادیر زیادی لیتیم نیز هست.

### بیماری‌های منتقله از راه مواد غذایی
اگرچه، پاتوژن‌های عامل مسمومیت غذایی می‌توانند در کاهوهای انبارشده، زنده بمانند، ولی تمایل دارند در طول دورهٔ انبار، تعداد خود را کاهش دهند. تنها استثنا در این مورد باکتری لیستریا مونوسیتوژنز، عامل بیماری لیستریوسیس است که در طول دوره ذخیره‌سازی دوبرابر می‌شود. در یک تحقیق که در سال ۲۰۰۸ انجام شد، برخلاف تعداد بالایی از باکتری‌هایی که بر روی کاهوی آماده خوردن، موجود است، هیچ بیماری‌ای از طریق لیستریوسیس شیوع نمی‌یابد. محققان بر این باورند که عمر کم محصول سبب این کار می‌شود. میکروفلورهای موجود و خواص و ویژگی‌های داخل کاهو هستند که سبب می‌شوند این باکتری در انتقال بیماری لیستریوسیس ناموفق باشد.
دیگر باکتری‌هایی که بر روی کاهو موجودند، همانند آئروموناس به شیوع هیچ بیماری‌ای مربوط نیست؛ نوع کمپیلوباکتر مسبب بیماری کمپیلوباکتریوس و یرسینیا اینترمدیا و یرسینیا کریستنسنی (گونه‌های یرسینیا) عمدتاً در کاهو یافت شده‌اند. شیوع بیماری‌های زیادی مثل اشریشیا کلی او۱۵۷:اچ۷ و شیگلا با کاهو در ارتباط است. در این موارد به احتمال زیاد کاهوها به علت تماس با مدفوع حیوانات آلوده شدند. تحقیق انجام شده در سال ۲۰۰۷ مشخص کرد روش سرد کردن سریع در خلأ به ویژه روشی که در صنعت کاهوی کالیفرنیا رایج است، میزان جذب و باقی ماندن اشریشیا کلی او۱۵۷:اچ۷ را افزایش داده‌است. باکتری سالمونلا از جمله نوع نادر آن سالمونلا برندرآپ موجب شیوع بیماری شده که رد آن به کاهوی آلوده می‌رسد. ویروس‌هایی همچون هپاتیت آ، ویروس کالیسی و نژاد نورواک مانند نیز بر روی کاهو یافت می‌شوند. این سبزی با شیوع بیماری انگلی ژیاردیا لامبلیا نیز مرتبط است.

## افسانه‌ها و روایات مذهبی و دارویی
علاوه بر این که کاهو به عنوان یک گیاه خوردنی معروف است، تعداد بی‌شماری داستان و سمبل‌های مذهبی و دارویی از این گیاه در زمان‌های قدیم وجود دارد. کاهو خواص مخدر ضعیفی نیز دارد — که توسط آنگلوساکسون‌ها مخدر خواب نامیده می‌شد — هرچند که کاهوی ساتیوا سطح پایین‌تری از مواد مخدر نسبت به فامیل خود دارد. این اثر از مواد مخدر در یکی از دو لاکتون موجود در لاتکس داخل ساقه کاهو یافت می‌شود و به نام لاکتاریوم یا تریاک کاهو مشهور است.
کاهو همچنین به عنوان یک غذا در عید فصح یهودیان مورد استفاده قرار می‌گیرد و در مقایسه با شاخ و برگ گیاهانی که در این جشن همراه با نان فطیر خورده می‌شوند، انتخاب بهتری است.
محققان آمریکایی بر این باور بودند که خوردن کاهو در کنترل و متوقف کردن بیماری آبله نقش دارد و یک باور در میان ایرانیان وجود داشت که خوردن دانه‌های کاهو در درمان بیماری حصبه مؤثر است. طب عامیانه نیز از آن به عنوان درمانی برای تسکین درد، روماتیسم، استرس و عصبانیت، سرفه و جنون یاد کرده‌است ولی شواهد علمی بر تأثیر مفید آن بر روی انسان پیدا نشده‌است. از موارد مذهبی این گیاه می‌توان به منع مذهبی خوردن این گیاه در میان یزیدیان در شمال عراق اشاره کرد.

### فواید کاهو از نظر ابن سینا
در طب سنتی ایران، فوایدی برای کاهو برشمرده شده‌است. از جمله موارد ذکر شده در کتاب قانون ابن سینا:
- کاهو پادزهر ورم‌های سبب اختناق است.[۵۳]
- استفاده از آب کاهو برای کاهش شیر، درد چشم و آسیب شنوایی ناشی از حرارت، توصیه شده‌است.[۵۴]
- برای معالجهٔ سوء مزاج گرم، علاج سردرد ناشی از افزونی نیروی احساس مغز و بیماری بی‌خوابی استفاده از روغن کاهو توصیه شده‌است.[۵۵]
- خوردن کاهو برای علاج سوء مزاج گرم معده و التهاب آن، سوءمزاج گرم کبد، معالجه ورم گرم خونی کبد، علاج پوست‌اندازی و قرحهٔ روده توصیه شده‌است.[۵۶]

### فواید کاهو از نظر طب سنتی
عصاره برگ‌های تیره بیرونی این گیاه تصفیه‌کننده و کاهش دهنده فشار خون است و در گردش ملایم خون تأثیر مثبت دارد.
به اجمال، کاهو:
- دارای طبیعتی سرد است؛ از این رو، برای رفع یبوست و صفرا مفید است.
- سردرد، سرفه و درد معده را از بین می‌برد.
- هضم غذا را تسهیل بخشیده و از این رو در تهیه سالادها از آن استفاده می‌شود.
- حجم ادرار و خون قاعدگی را افزایش می‌دهد و سوزش مجاری ادراری را برطرف می‌کند.
- ملین و خواب‌آور است؛ پس برای افرادی که عصبانی و پریشان حال هستند بسیار مفید است.
- به پوست بدن شادابی، درخشندگی و لطافت می‌بخشد.[۵۷]